# Francisco de Céspedes
Francisco de Céspedes (Sevilla, España) era un militar español que fue nombrado gobernador del Río de la Plata desde 1624 hasta 1631.

## Biografía
Francisco de Céspedes nació en Sevilla. Tras una carrera militar en la cual no destacó se convirtió en regidor en su ciudad natal. Al conocerse la muerte del primer gobernador del Río de la Plata Diego de Góngora, acaecida en la ciudad de Buenos Aires, capital de la Gobernación, el 21 de mayo de 1623, el Consejo de Indias elevó una terna encabezada por Hernando Arias de Saavedra y de la que participaba Céspedes. Hernandarias, quien había gobernado la región y cuyo juicio de residencia había puesto de manifiesto su honradez en el ejercicio del cargo era tenido por el favorito "para que volviese a gobernar aquella tierra donde lo tienen por padre y amparo". Sin embargo, el Conde-Duque de Olivares vetó su nombramiento en razón de su parentesco con su enemigo Rodrigo Calderón, recientemente ejecutado. 
Así, resultó elegido Francisco de Céspedes, quien tras recibir el título el 16 de abril de 1623, salió de Lisboa rumbo a su sede acompañado de sus hijos Juan y José. Céspedes arribó a Río de Janeiro en momentos en que reiniciada la Guerra de los Ochenta Años se conocía la captura de la Bahía de Todos los Santos por una expedición de las Provincias Unidas de los Países Bajos (Holanda), por lo que reembarcó inmediatamente rumbo a Buenos Aires para adoptar las medidas a su alcance para defender el territorio. Bahía era en esa época capital del Brasil, colonia portuguesa en momentos en que Portugal estaba bajo la Casa de Austria. Desde esa plaza, los holandeses difundieron proclamas incentivando a los criollos a la independencia.
Tras arribar a Buenos Aires, el 18 de septiembre de 1624 Francisco de Céspedes se hizo cargo del gobierno reemplazando al interino Alonso Pérez de Salazar, oidor de la Real Audiencia de Charcas.
La situación en la capital era grave. Salazar había sido enviado para encausar a Góngora por graves y escandalosos hechos de corrupción.
Excluyendo a Hernandarias, casi todos los funcionarios estuvieron comprometidos en mayor o menor grado con el contrabando. En la época los principales contrabandistas (se los denominaba Confederados) eran el sevillano Juan de Vergara, notario del Santo Oficio, Regidor Perpetuo del Cabildo de Buenos Aires (y literalmente su dueño) y Tesorero de la Santa Cruzada, y el portugués Diego de Vega, que con Góngora se habían convertido en dueños de la ciudad. Más allá del evidente comportamiento delictivo, el contrabando en Buenos Aires tenía motivaciones económicas profundas, originadas en las restricciones al comercio por parte de la Monarquía que favorecían los intereses de la península y en segundo lugar de Lima, en perjuicio del Alto Perú y Buenos Aires.
Alonso Pérez de Salazar inició sumario contra Góngora y pronto incluyó en sus investigaciones a su sucesor interino Diego Páez de Clavijo, sargento mayor de la plaza, teniente gobernador de Góngora y hombre de los Confederados. En pocos meses Páez de Clavijo acumuló doce acusaciones por contrabando, cohechos y fraude contra la Real Hacienda por lo que el 30 de septiembre Alonso Pérez de Salazar invocando su investidura ocupó la Casa de la Gobernación y lanzó un bando haciéndose cargo en nombre del rey de la gobernación de la provincia del Río de la Plata hasta que la Corona designara al nuevo gobernador.
Considerado como débil de carácter, "hombre suave, cordial y femenino", ante la amenaza holandesa y la hostilidad de la población, Céspedes inició su gobierno con gestos conciliadores para con los Confederados y el Cabildo que aún controlaban. Si bien no obstaculizó la continuidad de los procesos contra sus antecesores (que serían sentenciados años después), afirmó que "los hechos habían sido magnificados" y que la defensa que hacían de los intereses reales era digna de encomio.
Para defender la ciudad, convocó milicias del Paraguay, Corrientes y Santa Fe. En los trabajos de fortificación se valió de indios que están en reducciones, especialmente de la Banda Oriental. En lo que respecta a los indios continuó la política de Diego de Góngora, quien había confiado a los misioneros franciscanos y jesuitas la penetración en la Banda Oriental. Consecuencia de esa política fue la fundación de la reducción de indios chanás de Santo Domingo de Soriano en el mismo año de 1624, considerada primera población estable española en el Uruguay. Los indios reducidos e incluso grupos de charrúas, antes reacios a toda colaboración, vigilaban la costa para dar aviso si veían algún navío.
Aunque el ataque holandés no se concretaba, Céspedes hizo traer tropas a Buenos Aires para fortalecer su control del Río de la Plata y abogó por la creación de una plaza fortificada en Montevideo para impedir que los enemigos se adelantaran. Esos enemigos eran pronto no solo los holandeses sino también Gran Bretaña e incluso avances de los portugueses, que aunque dependieran de la corona española mantenían sus objetivos en el Plata.
Mientras, los Confederados liderados por Juan de Vergara habían reiniciado sus actividades, ahora limitadas por la legalización de la entrada de esclavos en los navíos de registro y por la aduana seca de la ciudad de Córdoba, que obstaculizaba el paso de las recuas al norte de la gobernación. El Cabildo agradecido envió en 1626 una carta al Rey en que comunicaba que "el alivio que todos tenemos en estos trabajos es haber llegado a gobernarnos Don Francisco de Céspedes (...) No ha cesado desde que llegó de trabajar y dos hijos que trajo en su compañía el mayor tiene ocupado en el oficio de maestre de campo general y al menor por capitán de la infantería, los cuales de noche y de día trabajan con particular cuidado, y por que semejante gobierno es el que al presente había menester en esta ciudad y su provincia, suplicamos humildemente a Vuestra Majestad, no sea promovido a otro antes prorrogado su tiempo por algunos más años por que su asistencia es muy necesaria al servicio de Vuestra Majestad y al bien de la república".
Diego de Vera llegó incluso a trasladarse a España para impulsar medidas que favorecieran el negocio. Por su parte, para superar las limitaciones de la Aduana Seca de Córdoba, Céspedes solicitó que se trasladara a Jujuy de manera de incluir en el territorio de introducción de mercaderías todo el Tucumán.
Sin embargo al año siguiente todo cambió. La abierta reactivación del contrabando impulsó a Hernandarias, retirado en la ciudad de Santa Fe, a presionar a Céspedes para que reprimiera el tráfico ilegal. Céspedes dictó entonces duros bandos contra la introducción ilegal de esclavos, inició acciones legales contra los Oficiales Reales complacientes con el contrabando y confiscó las recuas ya preparadas. 
El 20 de septiembre de 1627 el Cabildo escribió nuevamente al Rey, pero esta vez denunciando el "estado en que le tiene [a Buenos Aires] Don Francisco de Céspedes y dos hijos que trajo de Sevilla (...) y de los daños y pérdidas que por su codicia y mal gobierno se han seguido a la Real Hacienda almojarifazgo y alcabalas."
En agosto de 1627 Céspedes hizo detener a Juan de Vergara por ser "una persona envejecida en cometer delitos contra los gobernadores", lo que movilizó de inmediato a sus aliados. Tras correr rumores de que Céspedes "iba a darle garrote en la cárcel misma", su primo el obispo fray Pedro Carranza formó grupos de clérigos, frailes, capitulares y vecinos armados y marchó al edificio del Cabildo, en cuya planta baja funcionaba la cárcel. Forzando la puerta, la banda liderada por el obispo llevó a Vergara en triunfo a la catedral dándole "asilo en sagrado", para trasladarlo luego al Colegio de la Compañía de Jesús. 
Céspedes hizo formar a sus tropas en el Fuerte y cruzando la Plaza Mayor marchó a la catedral exigiendo la devolución del prisionero considerando que el "asilo en sagrado no podía darse a quién ha sido sacado violentamente de la cárcel". Carranza salió a su encuentro vestido con sus ornamentos y lo excomulgó, ante lo cual sus tropas lo abandonaron de inmediato, ya que ningún cristiano podía servirlo. En la ciudad se encontraba Diego Martínez de Prado, visitador de la Audiencia de Charcas, que ante la situación lo suspendió de inmediato en sus funciones y lo confinó en una chacra de los jesuitas en las afueras de la ciudad.
Hernandarias fue autorizado por la Audiencia de Charcas para intervenir y revisar las acusaciones, para lo cual se dirigió a Buenos Aires y obtuvo del obispo Carranza el levantamiento de la excomunión, reponiendo a Céspedes y consiguiendo que Juan de Vergara fuera nuevamente apresado y enviado a Charcas, a donde debió también marchar Carranza para declarar. 
En el mes de julio de 1628 llegó finalmente el aviso de que una flota holandesa se acercaba al Río de la Plata por lo que adoptó diversas medidas de vigilancia. Entre ellas dispuso que los vecinos debían recorrer la costa en turnos de al menos dos horas, armados y en grupos de dos.
En una de esas rondas se encontró un papel lacrado instando a los habitantes de la ciudad a sublevarse contra el dominio español. Panfletos similares fueron lanzados por los holandeses en Retiro y Recoleta. No obstante, sin más incidentes que unos disparos de cañón del Fuerte para intimidar a los visitantes, la flota holandesa se retiró, dejando para la historia el primer cuadro de la gran aldea vista desde el río.
En la noche del 15 de septiembre desconocidos abrieron un boquete en la pared de la Contaduría y se llevaron 9400 pesos. 
Las maledicencias contra Céspedes no habían cejado. En septiembre de 1628, el fraile Juan de Vergara, homónimo del contrabandista, escribió al Rey que mientras Céspedes no actuó contra el contrabando era considerado "muy buena persona y excelente gobernador, pero (...) luego comenzó a echar bandos de pena de vida, que los que supieran de negros o ropa de contrabando lo vinieran a denunciar, luego que sus hijos sorprendieron algunos negros en partes distintas de la ciudad, luego que comenzó a hacer causa a los Oficiales Reales y Alguacil Mayor de sobornos y de que dichos Oficiales daban plata de Su Majestad a usura; luego escribió contra Juan de Vergara, favorecedor de todos esos fraudes, ya no era bueno Don Francisco, ni caritativo ni amigo de los pobres, ni de la conversión de los infieles, sino tirano, ladrón y no había pecado que no hubiese cometido."
Vergara tenía suficientes relaciones en Charcas para conseguir su absolución, pero finalmente obtuvo su libertad por el indulto otorgado en el marco de la aministía general que otorgó el rey en 1631 con motivo del nacimiento del príncipe Baltasar Carlos de Austria. Vuelto a Buenos Aires y repuesto como Regidor Perpetuo, Céspedes optó ya por dejarlo tranquilo . 
Hacia el fin de su mandato empezaron a gestarse levantamientos indígenas en territorios vecinos. En 1630 comenzaron los ataques guaycurúes sobre Concepción de Buena Esperanza y el siguiente año los ohomas (guaycurúes), tocagües (o ticagues) y vilos (subtribus de los calchaquíes) y colastinés (guaraníes) arrasaron el cercano fuerte y encomienda de Matará, ubicado entre el río Bermejo y el río Salado del Norte. También en 1630 se producían los primeros ataques de la primera Guerra Calchaquí en el Tucumán.
Después de siete años de gobierno, el 26 de diciembre de 1631 tomó posesión del cargo su sucesor Pedro Esteban Dávila, Maestre de Campo y Caballero de Santiago, veterano de las guerras de Flandes, quien debió enfrentar la lucha con las poblaciones indígenas y continuar en escandaloso enfrentamiento con Juan de Vergara y con el obispo Carranza y su sucesor fray Cristóbal Aresti.
Por ordenanza del 27 de noviembre de 1893 una calle de Buenos Aires (entre O'Higgins al 1300 y Guevara al 1000) lleva su nombre.
| Predecesor: Alonso Pérez de Salazar | Gobernador del Río de la Plata 1624 - 1631 | Sucesor: Pedro Esteban Dávila |